# Ness (animatrice)
Pour les articles homonymes, voir Ness.
Vous pouvez aider à l'améliorer ou bien discuter des problèmes sur sa page de discussion.
- Il ne s’appuie pas, ou pas assez, sur des sources secondaires ou tertiaires. (Marqué depuis mars 2023)
- Sa forme n’est pas encyclopédique et ressemble trop à un curriculum vitæ. Modifiez le texte pour aider à le transformer en article neutre. (Marqué depuis mars 2023)
- Il n’est pas rédigé dans un style encyclopédique. (Marqué depuis mars 2023)
- Il doit être recyclé. La réorganisation et la clarification du contenu sont nécessaires. (Marqué depuis mars 2023)

- Archive Wikiwix
- Bing
- Cairn
- DuckDuckGo
- E. Universalis
- Gallica
- Google
- G. Books
- G. News
- G. Scholar
- Persée
- Qwant
- (zh) Baidu
- (ru) Yandex
- (wd) trouver des œuvres sur Wikidata

Ness, pseudonyme de Nezha Boubekri, née le 27 juillet 1970 à Casablanca, est une animatrice et productrice de télévision marocaine. Elle est principalement connue comme présentatrice de plusieurs émissions télévisées françaises dans les années 1990 et 2000.

## Biographie

### Jeunesse et formation
Née à Casablanca au Maroc dans un milieu modeste, elle grandit à Cholet, en France, dans le département de Maine-et-Loire[réf. nécessaire]

### Carrière professionnelle
Nezha Boubekri débute comme productrice d'une émission de télévision de jeunesse sur France 2, puis est co-animatrice, avec Cyril Drevet, en avril 1994 de l'émission Télévisator 2. La même année elle est choisie comme présentatrice sur MCM en 1994 pour les News, Player One toujours avec Cyril Drevet qui lui donne son nom de scène et Player Multimédia.
En 1995, elle participe aux débats présidentiels avec Stéphane Simon, journaliste à Entrevue, pour Y'a débat animé par Michel Polac.
En 1997, elle entre dans le groupe Canal+ où elle présente en voix off l'émission DJ'IT destinée à la musique et au multimédia puis Le Journal du téléchargement jusqu'en 1998.
En septembre 1998, elle participe au développement de la chaine Game One consacrée aux jeux vidéo.
En juin 1998, elle entre à Endemol pour TF1. Elle est chroniqueuse à Exclusif pendant 4 saisons de 1998 à 2002. En juin 1999, elle présente Drôle de Zapping avec Emmanuelle Gaume et Genie Godula, et est chroniqueuse sur la publicité dès septembre 1999 pour l'émission Les Enfants de la télé avec Arthur pendant deux saisons jusqu'en 2001. Elle est également co-présentatrice de l'émission Le Coach présentée par Julien Courbet.
Sur MCM, elle présente le Top 50 du 31 août 2002 jusqu'en 2004.
À partir du 8 janvier 2003, elle présente l'émission hebdomadaire Top of the Pops sur France 2.
En 2003, elle présente La Légende des voix, D'une Rive à l'Autre de la Méditerranée avec Rachid Arhab. Elle participe à la 18e cérémonie des Victoires de la musique où elle interviewe les artistes récompensés aux Victoires. En 2004, elle présente Génération Succès.
En mai 2006, elle anime le jeu Carbone 14.
De 2006 à 2007, elle présente l'émission VIP Club sur Demain TV, destinée aux jeunes talents.
En 2010, elle est chroniqueuse culturelle à Europe 1. Elle présente le Grand Ramdam le 28 août 2010 sur France Ô.
Ness publie son autobiographie en 2022.

## Publications
- Ma vérité : des mots et des maux  (avec Véronique Garcia), Clichy, Casa Éditions, 11 mars 2022, 207 p. (ISBN 97-82380582239, présentation en ligne)